# Dumbarton Football Club
Dumbarton Football Club er en skotsk fodboldklub i Dumbarton, West Dumbartonshire, Skotland. Klubben er Skotlands fjerdeældste fodboldklub – kun Queen's Park FC (1867), Kilmarnock FC (1869) og Stranraer FC (1870) er ældre.
Klubben var en af Skotlands bedste i 1800-tallet. Den vandt bl.a. Scottish Cup i 1883 og nåede finalen yderligere fire gange i perioden 1881-91. Og de to første sæsoner af Scottish Football League i 1891 og 1892 blev vundet af Dumbarton FC. Siden da har klubben tilbragt hovedparten af tiden uden for den bedste række, hvor klubben senest optrådte i 1989.